# Widikum-Boffe
Widikum-Boffe est une commune du Cameroun située dans la région du Nord-Ouest et le département de la Momo. Son ressort territorial est celui de l'arrondissement de Widikum-Menka.
Widikum (ou Widekum) est aussi le nom d'une population de cette région.

## Géographie
La commune s'étend sur une partie occidentale du département de la Momo, elle est limitrophe de six communes camerounaises.
| Akwaya | Akwaya        | Njikwa |
| Mamfé  | Widikum-Boffe | Andek  |
| Mamfé  | Tinto         | Batibo |

## Structure administrative de la commune
Outre la ville de Widikum proprement dite, la commune comprend les villages suivants :
- Abeduh
- Akanunku
- Ambobo
- Angwi
- Anjake
- Anjing
- Atong
- Awi
- Banben
- Baraka
- Barambichang
- Big Ambele
- Diche I
- Diche II
- Dinku
- Ebendi
- Echibit
- Efang
- Egbeachuk
- Eka
- Ekao
- Eko
- Elum
- Emua
- Ishia
- Kaninbom
- Kwafong
- Lapu
- Larinji
- Lower Achama
- Manja Koutou
- Mantoh
- Matiapon
- Mbullam II
- Menda
- Mpeng
- Ngalla
- Oche
- Olorunti
- Onka
- Tabonchum
- Tambang
- Tanka
- Upper Achama

## Histoire
À l’époque du Cameroun britannique, la subdivision de Widikum était rattachée à la division de Mamfé. Elle était alors un important centre commercial, religieux et culturel. Le rattachement du Cameroun méridional à la république du Cameroun a entraîné la rupture des liens commerciaux et culturels avec le Nigeria entraînant le déclin de Widikum. Avec le temps, Widikum a ensuite été intégrée à l’ancienne division de Gwodon, aujourd’hui disparue, avant de faire partie de la division de Momo.

## Population et ethnies
La commune est composée de quatre clans : Ambelle, Bussam, Menka et Widikum. L’émigration vers la région du Sud-Ouest est importante en raison du faible nombre d’emplois, du manque d’infrastructure et des difficultés géographiques.
La polygamie est fortement pratiquée en raison notamment des besoins d’une main d’œuvre importante pour les travaux agricoles. Il est ainsi courant d’avoir 3 femmes par maisonnée pouvant conduire à près de 25 enfants pour les foyers les plus importants.

## Organisation politique
La commune est gérée par un conseil municipal avec à sa tête un maire. Le Fon (ou Ofon) est le chef traditionnel. Le Fon a un statut d'auxiliaire administratif. Il sert de lien entre l'administration et les populations du village et a encore autorité pour rendre la justice traditionnelle, notamment pour les affaires foncières et civiles. Il est assisté dans certains villages par un ita : le conseil de village. Des conseils de quartiers ou de familles peuvent venir relayer le travail du conseil de village.

## Climat
La commune possède à la fois le climat humide des régions forestières du Cameroun et le climat tempéré de la savane typique du Nord-Ouest du Cameroun. En effet, la commune de Widikum-Boffe est à la transition entre les hauts plateaux de l'ouest au climat tropical et les forêts humides équatoriales. Le secteur alterne deux saisons : la saison humide de mi-mars à mi-novembre et la saison sèche les quatre autres mois. Le début de la saison humide correspond aux mois les plus froids de l'année. L'arrivée des pluies s'accompagne le plus souvent de vents forts. Ce climat est favorable au cultures pérennes et saisonnières. Les vents peuvent cependant s’avérer violents et détruire les cultures et les bâtiments.

## Sols et relief
Le sol est principalement granitique, qui s'érode sous l'effet du vent et de la topographie, donnant naissance à des oxisols et des sols ferrallitiques contenant des minéraux de fer et d'aluminium. L'érosion est accélérée par les fortes températures et les pluies importantes. Ces sols présentent peu de nutriments, une faible fertilité et sont fortement lessivés. Au long des rivières et sur les pentes abruptes se trouvent des sols plus propices à la pâture : les eutisols. Les mollisols des prairies et les terres forestières de Menka sont des terres plus fertiles, propices à l'agriculture.
Le relief est ondulé avec plusieurs collines. On trouve parfois des pentes plus abruptes difficilement exploitables et sensibles à l'érosion des sols.

## Hydrographie
Plusieurs ruisseaux sont présents, venant alimenter les deux principales rivières : Momo (ou Mmen) et Tanjo. Quelques cascades sont présentes dans la commune de Widikum-Boffe ; certaines pouvant atteindre 90 m de haut. La plus connue est la chute d'eau Dideem à 5 km de la ville de Widikum en descendant la rivière Momo. Ces chutes d'eau pourraient être exploitées pour produire de l'électricité.
Les eaux de surface sont cependant fortement polluées en raison de causes naturelles et des activités humaines et donc ne sont pas consommables par l'homme.

## Flore et faune
La végétation se caractérise par la présence dans la commune de forêt de palmiers à huile, de palmiers raphia et de végétations montagneuses. La forêt est importante dans le secteur s'étendant de Menka à Ambelle avec de nombreuses ressources en bois (Milicia excelsa, Entandrophragma angolense, Lovoa trichilioides...).
La commune bénéficie d'une faune sauvage nombreuse (rats taupe, chevreuil, pangolin, antilopes, gorilles, serpents, porc-épic, renards...), à laquelle s'ajoutent les animaux domestiques et d'élevage (chèvres, moutons, cochons, canards...).

## Secteur protégé
La commune accueille un sanctuaire pour les gorilles soutenu par l’association Wildlife Conservation Fund (WWF). La population locale a également décidé de protéger les forêts d’Ambelle et de Menka (aussi nommée la forêt d’Ekaw).

## Économie
90% de la population active sont des fermiers avec une prédominance marquée des productions végétales (huile de palme, café arabica et robusta, coca, maïs, manioc, arachides… On recense seulement 33 éleveurs et 3 pisciculteurs. Des recherches sont menées localement pour améliorer la culture de palmiers à travers 6 pépinières agricoles spécialisées. La production est principalement destinée à la consommation familiale et locale en raison notamment du manque d’infrastructures de transport, de lieu de stockage et de marchés. L’huile de palme est le principal produit vendu à l’extérieur de la commune pour être ensuite transformé. Deux presses à huile existent sur la commune, mais sont inutilisables en raison du mauvais état des routes. Malgré la présence de nombreuses forêts, il n’existe aucune exploitation forestière en dehors d’un usage domestique ou pour la construction locale.
Les pierres et le sable des rivières locales sont exploitées pour la construction, tant par les habitants que par l'entreprise China Road and Bridge Corporation (CRBC) réalisant la route internationale reliant Batibo à Ekok. Cette exploitation est contrôlée à la fois par l’État et la commune .

## Religion
Plusieurs églises chrétiennes sont présentes : catholique (les plus nombreux en nombre de lieux de cultes et de croyants), presbytériens, Plein Évangile, église apostolique et néo-apostolique, église évangélique, les Témoins de Jéhovah et Church of Christ.
Quelques adeptes des religions traditionnelles africaines sont aussi présents avec des sorciers des tendances Aperie, Atomteng, Etuti et Takum. Certains clans ont des tombeaux qui sont vénérés par certains comme pouvant assurer des bonnes récoltes et protéger les gens du mauvais œil.
Les musulmans sont peu nombreux avec un seul lieu de culte à Menka.

## Urbanisme
Deux types d’habitat sont observables :
- Une installation nucléaire, typique des années 30 et 40, où les implantations se sont concentrées dans les secteurs permettant la vente des biens produits. Cette implantation se retrouve dans les secteurs les plus montagneux.
- Une implantation linéaire au long des voies, notamment la route majeure reliant Bamenda à Mamfe.

Quelques implantations isolées sont aussi observables, reliées à des fermes isolées ou des lieux de pâturage.
La plupart des maisons possèdent des cuisines extérieures et ne sont pas électrifiées. Peu de maison possèdent des toilettes ce qui pose des problèmes d’hygiène.

## Équipements et déplacements
La commune accueille 8 crèches (6 publiques et 2 chrétiennes) et 38 écoles primaires (31 publiques et 7 chrétiennes) pour un total de 11000 enfants dans 176 classes. 5 établissements secondaires généraux existent dans la commune : GSS Akanunku, GSS Bifang, GSS OLorunti, GSS Eka et GHS Widikum, et 2 établissements secondaires techniques : GTC Widikum et GTC Larinji.
On dénombre plusieurs établissements de santé : 1 polyclinique, 6 centres de santé, 5 postes de santé et 3 magasins. Cette offre est insuffisante avec pour beaucoup de patients 6h et plus de 25km nécessaires pour atteindre une unité de soin. Pour répondre aux exigences nationales, 2 hôpitaux seraient nécessaires au regard de la taille de la population.
10 salles communautaires sont présentes.
Seuls 7 des 42 villages sont électrifiés : Abegum, Diche I, Boffe, Tikom, Bifang et Bamben La couverture téléphonique est très faible, assurée par MTN, et il n’y a aucun signal radio ou télévisuel.
11 services publics sont présents dans la commune notamment les services du Trésor, de l’Agriculture, de la Forêt, une gendarmerie, un service vétérinaire, un service de poste et un tribunal coutumier.
12 villages sont très difficilement atteignables en véhicules et la majeure partie des villages de Menka, Ambelle, Bussam et Widikum ne sont accessibles qu’à pieds. 56% des routes ne sont que des chemins et seulement 1,8% des routes sont des rues. Les routes majeures reliant Widikum à Bamben, Menka et DicheII-Elum ne sont accessibles que pendant la saison sèche. Le principal moyen pour se déplacer en dehors de la commune passe par des motos servant de taxis.
La commune ne possède aucun système d’assainissement et de traitement des déchets.